# ユル・ヴァスケス
ユル・ヴァスケス（Yul Vazquez、1965年3月18日 - ）は、アメリカ合衆国の俳優。キューバ生まれのマイアミ育ち。
ユール・バスケスとも表記される。
名前の「ユル（Yul）」は俳優ユル・ブリンナーに因んでいる。

## 出演作品
- プリティ・ブライド Runaway Bride（1999) ギル・チャベス Gill Chavez
- バッドボーイズ2バッド BAD BOYS Ⅱ BAD  (2003) レイエス刑事 Detective MATEO REYES
- なりすましアサシン True Memoirs of an International Assassin (2016) ハビエル・ルイス Javier Ruiz
- エレメンタリー ホームズ&ワトソン in NYシーズン4 Elementary (2016) アーサー・テッチ Arther Tetch
- グランド・セフト・オート・バイスシティ・ストーリーズ Grand Theft Auto: Vice City Stories (2006) アルマンド・メンデス Armando Mendez
- 倒壊する巨塔－アルカイダと「9.11」への道　The Looming Tower (2018) ジェイソン・サンチェス
- グリンゴ/最強の悪運男 Gringo (2018) エンジェル Angel Valverde
- ナルコス:メキシコ編 (2018) ジョン・ギャヴィンせヴぇ
- 30年後の同窓会
- サクセッション Succession (2021)
- セヴェランス Severance (2022-)
- ロスト・バス The Lost Bus (2025)